# کازیما واگنر
کازیما واگنر (به انگلیسی: Cosima Wagner)‏ (۲۴ دسامبر ۱۸۳۷ – ۱ آوریل ۱۹۳۰)
دختر آهنگساز و پیانیست مجار (Franz Liszt) فرانتس لیست و نویسنده فرانسوی آلمانی سبک رمانتیسم  Marie d'Agoult بود.او همسر دوم آهنگساز آلمانی (Richard Wagner) ریشارد واگنر شد و همراه با او جشنواره بایرویت را به عنوان شوکیس برای کارهای استیج او بنیان گذاری کردند.بعد از فوت واگنر، او زندگی خود را وقف ترویج موسیقی واگنر و فلسفه کرد.مفسران کازیما را به عنوان منبع الهام اصلی برای کارهای اخیر واگنر تلقی می کنند، به خصوص پارسیفال.
گفته می‌شود او که همسر واگنر آهنگ ساز بزرگ آلمانی بود مورد علاقه نیچه بوده است. او قبل از ازداوج با واگنر با یک شخص دیگر ازدواج کرده بود. دختر او هم در زمان ازدواج سابقش به دنیا آمده بود ولی در واقع پدر این دختر واگنر بود. کازیما بعداً از شوهرش جدا شد و با واگنر ازدواج کرد.